# Gran Premio di Germania 1978
Il Gran Premio di Germania 1978 è stata l'undicesima prova della stagione 1978 del Campionato mondiale di Formula 1. Si è corsa domenica 30 luglio 1978 sull'Hockenheimring. La gara è stata vinta dallo statunitense Mario Andretti su Lotus-Ford Cosworth; per il vincitore si trattò dell'undicesimo successo nel mondiale. Ha preceduto sul traguardo il sudafricano Jody Scheckter su Wolf-Ford Cosworth e il francese Jacques Laffite su Ligier-Matra.

## Vigilia

### Sviluppi futuri
Il pilota sudafricano Jody Scheckter era considerato sempre più vicino all'accordo con la Ferrari per la stagione 1979. La casa italiana però decise di rinviare l'annuncio ufficiale. Si prospettò l'ipotesi che potesse esserci uno scambio con Gilles Villeneuve, canadese come la presente scuderia di Scheckter, la Wolf. Il 26 luglio Jody Scheckter confermò la notizia.
Nel corso del weekend del gran premio venne annunciata la nascita del campionato ProCar quale supporto delle gare di Formula 1, a partire dalla stagione 1979. Il campionato avrebbe utilizzato vetture BMW M1, e impiegato anche piloti della massima formula.

### Aspetti tecnici
Il 19 luglio l'Alta Corte di giustizia inglese discusse in merito alla causa presentata dalla Shadow nei confronti dell'Arrows e della sua vettura FA1, considerata copia della Shadow DN9. Il progettista Tony Southgate era passato in inverno dalla Shadow alla neocostituita scuderia (a sua volta creata da ex membri della Shadow) e, secondo gli accusanti, aveva copiato quanto era già stato progettato in Shadow.
La Theodore Racing, che nella prima parte della stagione aveva impiegato un proprio modello, rientrò nel campionato, utilizzando la Wolf WR3. Per la prima volta due vetture della casa canadese affrontavano una stessa gara di campionato.
Dopo il divieto imposto alla Brabham di utilizzare la grande ventola sul retrotreno della propria vettura, vi furono delle richieste di non consentire nemmeno alla Lotus l'utilizzo delle minigonne laterali che avevano la funzione di sigillare l'auto al suolo. La decisione venne rimandata a una riunione della Commissione Sportiva Internazionale, fissata pochi giorni dopo il gran premio tedesco.
Niki Lauda, pilota della Brabham, protestò:

### Aspetti sportivi
Fece il suo esordio in F1, con la Ensign, Nelson Piquet. Il brasiliano, che sostituì Derek Daly, aveva vinto la Formula 3 inglese nel 1978, nella serie denominata BP F3. La Sachs Racing schierò una Ensign per Harald Ertl. L'austriaco mancava dal Gran Premio di Gran Bretagna 1977, dove era stato iscritto (senza disputare le prove) con una Hesketh. Si ripresentò nuovamente la Martini, sempre con René Arnoux come unico pilota, mentre la McLaren presentò solo due vetture ufficiali. Non si iscrissero più la Melchester Racing e la Mario Deliotti Racing, presenti invece nel Gran Premio di Gran Bretagna.
Il finlandese Keke Rosberg tornò alla Theodore Racing; al suo posto, all'ATS, vi fu il ritorno per Jean-Pierre Jarier, che aveva corso per il team tedesco fino al GP di Monaco. A causa dell'elevato numero di iscritti furono necessarie, per la quinta volta in stagione, le prequalifiche.
L'organizzazione della gara venne affidata a Bernie Ecclestone, che pagò 100.000 marchi all'AvD.

## Prequalifiche

### Risultati
Nella sessione di prequalifica si è avuta questa situazione:
| Pos | Nº | Pilota          | Costruttore            | Tempo   | Status |
| --- | -- | --------------- | ---------------------- | ------- | ------ |
| 1   | 32 | Keke Rosberg    | Wolf-Ford Cosworth     | 2'10"13 | PQ     |
| 2   | 37 | Arturo Merzario | Merzario-Ford Cosworth | 2'10"82 | PQ     |
| 3   | 25 | Héctor Rebaque  | Lotus-Ford Cosworth    | 2'11"80 | PQ     |
| NPQ | 31 | René Arnoux     | Martini-Ford Cosworth  | 2'12"25 | NPQ    |
| NPQ | 30 | Brett Lunger    | McLaren-Ford Cosworth  | 2'12"45 | NPQ    |

## Qualifiche

### Resoconto
Ronnie Peterson conquistò il miglior tempo nella giornata di venerdì con 1'52"13, nuovo record assoluto del tracciato. Precedette Niki Lauda, Jody Scheckter e Mario Andretti. L'italoamericano venne penalizzato da problemi all'alimentazione in entrambe le due sessioni. Finirono dietro le due Ferrari, che non disponevano di pneumatici da qualifica, come invece le scuderie rifornite dalla Goodyear. Anche il grande caldo provocava problemi alla vetture italiane, così come metteva sotto pressione gli pneumatici, tanto che Niki Lauda rischiò per il dechappamento di una ruota. Anche Jean-Pierre Jarier fu protagonista di un brutto incidente, senza conseguenze per il pilota.
Il grande caldo e l'afa colpirono il tracciato anche nella giornata del sabato. Mario Andretti riuscì a scavalcare in classifica il suo compagno di scuderia Ronnie Peterson, per soli nove centesimi. Lo svedese era stato anche protagonista di un testacoda, con uscita di pista. La seconda fila fu conquista da Niki Lauda, l'unico a mezzo secondo dalla coppia della Lotus e Jody Scheckter. Finirono dietro le Ferrari, con Reutemann dodicesimo e Villeneuve quindicesimo. I due lamentavano una scarsa competitività degli pneumatici inoltre, non essendo stato possibile portare in Germania la solita benzina fornita dall'Agip, anche il motore soffriva. Al termine delle prove vi fu poi un alterco tra Vittorio Brambilla e James Hunt, col monzese che accusò il britannico di un comportamento scorretto in pista.

### Risultati
Nella sessione di qualifica si è avuta questa situazione:
| Pos                     | Nº | Pilota                | Costruttore              | Tempo   | Griglia |
| ----------------------- | -- | --------------------- | ------------------------ | ------- | ------- |
| 1                       | 5  | Mario Andretti        | Lotus-Ford Cosworth      | 1'51"90 | 1       |
| 2                       | 6  | Ronnie Peterson       | Lotus-Ford Cosworth      | 1'51"99 | 2       |
| 3                       | 1  | Niki Lauda            | Brabham-Alfa Romeo       | 1'52"29 | 3       |
| 4                       | 20 | Jody Scheckter        | Wolf-Ford Cosworth       | 1'52"68 | 4       |
| 5                       | 2  | John Watson           | Brabham-Alfa Romeo       | 1'52"84 | 5       |
| 6                       | 27 | Alan Jones            | Williams-Ford Cosworth   | 1'53"50 | 6       |
| 7                       | 26 | Jacques Laffite       | Ligier-Matra             | 1'53"54 | 7       |
| 8                       | 7  | James Hunt            | McLaren-Ford Cosworth    | 1'53"54 | 8       |
| 9                       | 15 | Jean-Pierre Jabouille | Renault                  | 1'53"61 | 9       |
| 10                      | 14 | Emerson Fittipaldi    | Fittipaldi-Ford Cosworth | 1'54"03 | 10      |
| 11                      | 8  | Patrick Tambay        | McLaren-Ford Cosworth    | 1'54"04 | 11      |
| 12                      | 11 | Carlos Reutemann      | Ferrari                  | 1'54"17 | 12      |
| 13                      | 4  | Patrick Depailler     | Tyrrell-Ford Cosworth    | 1'54"32 | 13      |
| 14                      | 35 | Riccardo Patrese      | Arrows-Ford Cosworth     | 1'54"34 | 14      |
| 15                      | 12 | Gilles Villeneuve     | Ferrari                  | 1'54"40 | 15      |
| 16                      | 3  | Didier Pironi         | Tyrrell-Ford Cosworth    | 1'54"63 | 16      |
| 17                      | 36 | Rolf Stommelen        | Arrows-Ford Cosworth     | 1'55"18 | 17      |
| 18                      | 25 | Héctor Rebaque        | Lotus-Ford Cosworth      | 1'55"57 | 18      |
| 19                      | 32 | Keke Rosberg          | Wolf-Ford Cosworth       | 1'55"57 | 19      |
| 20                      | 19 | Vittorio Brambilla    | Surtees-Ford Cosworth    | 1'55.86 | 20      |
| 21                      | 22 | Nelson Piquet         | Ensign-Ford Cosworth     | 1'56"15 | 21      |
| 22                      | 9  | Jochen Mass           | ATS-Ford Cosworth        | 1'56"21 | 22      |
| 23                      | 23 | Harald Ertl           | Ensign-Ford Cosworth     | 1'56"25 | 23      |
| 24                      | 16 | Hans-Joachim Stuck    | Shadow-Ford Cosworth     | 1'56"45 | 24      |
| Vetture non qualificate |    |                       |                          |         |         |
| NQ                      | 17 | Clay Regazzoni        | Shadow-Ford Cosworth     | 1'56"57 | NQ      |
| NQ                      | 10 | Jean-Pierre Jarier    | ATS-Ford Cosworth        | 1'57"40 | NQ      |
| NQ                      | 18 | Rupert Keegan         | Surtees-Ford Cosworth    | 1'57"86 | NQ      |
| NQ                      | 37 | Arturo Merzario       | Merzario-Ford Cosworth   | 1'58"31 | NQ      |

## Gara

### Resoconto
Nel giro di ricognizione Carlos Reutemann riscontrò dei problemi sulla sua monoposto. Per tale ragione rientrò ai box e i meccanici furono capaci di approntare il muletto in pochi minuti, e consentire all'argentino di prendere parte regolarmente alla gara.
Mario Andretti scattò bene però, alla prima chicane, commise un errore che consentì a Ronnie Peterson di prendere il comando della gara. Dietro alle due vetture Lotus si posero Niki Lauda, Alan Jones, John Watson e James Hunt. Al giro 3 Jones passò Lauda.
Al quinto passaggio Andretti si riprese la testa della corsa. Nei giri seguenti il protagonista in negativo fu Watson, che perse molte posizioni per un guasto al cambio. Dopo 10 tornate, a seguire i due della Lotus, vi erano Jones, Lauda, Hunt, Jacques Laffite e Gilles Villeneuve.
Dalle retrovie stava intanto rinvenendo Jody Scheckter, penalizzato nelle prime tornate da un problema all'alimentazione; il sudafricano si trovava penultimo al primo giro, ma con una serie di sorpassi, già al giro 11, era in nona posizione. Anche l'altra Brabham, quella di Niki Lauda, scontò dei problemi tecnici, dovuti alla pompa dell'olio, e fu così costretto a ritirarsi. Tre giri dopo Scheckter passò anche Villeneuve e si trovò in zona punti, dietro a Laffite.
Al ventesimo giro Hunt forò l'anteriore sinistra davanti ai box: sarebbe perciò costretto a compiere un giro intero sul lungo anello di Hockenheim prima di poter cambiare lo pneumatico. Il pilota della McLaren imboccò però un raccordo interno alla pista per accorciare il tragitto, tanto da riportarsi subito nei pressi del paddock. I commissari lo squalificarono. Anche Rolf Stommelen fu squalificato, nel corso della gara, per lo stesso comportamento scorretto.
Mario Andretti precedeva sempre Peterson, Alan Jones, Scheckter, Laffite, Didier Pironi, Emerson Fittipaldi e Gilles Villeneuve. Il canadese dovette cambiare gli pneumatici, e sprofondò lontano dalla zona dei punti, all'undicesimo posto.
Poco dopo il trentesimo giro Jones fu costretto al ritiro per un guaio all'alimentazione mentre, sette giri dopo, Ronnie Peterson abbandonò il secondo posto con il cambio fuori uso. Jody Scheckter scalò così al secondo posto, seguito da Laffite e Fittipaldi, che passò Pironi al giro 38.
Si riportò in zona punti Gilles Villeneuve che però, a causa di un problema all'alimentazione, fu passato dall'austriaco Harald Ertl, che ruppe subito dopo il motore, ritirandosi, nello sconforto del ''suo ''pubblico del Motodrom, che lo vedeva ormai prossimo a conquistare il primo punto iridato in carriera. Villeneuve, nuovamente sesto, venne però superato da Héctor Rebaque e John Watson. Fu Rebaque a conquistare il suo primo punto mondiale. Era dal 1971 che un pilota messicano non andava a punti (Pedro Rodríguez secondo nel Gp d'Olanda). Rebaque correva con una Lotus 78 privata: fu questo l'ultimo punto iridato conquistato da una vettura non ufficiale.
Per Mario Andretti fu la quinta vittoria stagionale e l'undicesima in carriera.

### Risultati
I risultati del gran premio furono i seguenti:
| Pos | No | Pilota                | Costruttore              | Giri | Tempo/Ritiro              | Pos. Griglia | Punti |
| --- | -- | --------------------- | ------------------------ | ---- | ------------------------- | ------------ | ----- |
| 1   | 5  | Mario Andretti        | Lotus-Ford Cosworth      | 45   | 1h28'00"90                | 1            | 9     |
| 2   | 20 | Jody Scheckter        | Wolf-Ford Cosworth       | 45   | +15"35                    | 4            | 6     |
| 3   | 26 | Jacques Laffite       | Ligier-Matra             | 45   | +28"01                    | 7            | 4     |
| 4   | 14 | Emerson Fittipaldi    | Fittipaldi-Ford Cosworth | 45   | +36"88                    | 10           | 3     |
| 5   | 3  | Didier Pironi         | Tyrrell-Ford Cosworth    | 45   | +57"26                    | 16           | 2     |
| 6   | 25 | Héctor Rebaque        | Lotus-Ford Cosworth      | 45   | +1'37"86                  | 18           | 1     |
| 7   | 2  | John Watson           | Brabham-Alfa Romeo       | 45   | +1'39"53                  | 5            |       |
| 8   | 12 | Gilles Villeneuve     | Ferrari                  | 45   | +1'56"87                  | 15           |       |
| 9   | 35 | Riccardo Patrese      | Arrows-Ford Cosworth     | 44   | +1 giro                   | 14           |       |
| 10  | 32 | Keke Rosberg          | Wolf-Ford Cosworth       | 42   | +3 giri                   | 19           |       |
| 11  | 23 | Harald Ertl           | Ensign-Ford Cosworth     | 41   | Motore                    | 17           |       |
| SQ  | 36 | Rolf Stommelen        | Arrows-Ford Cosworth     | 42   | Squalificato              | 23           |       |
| Rit | 6  | Ronnie Peterson       | Lotus-Ford Cosworth      | 36   | Cambio                    | 2            |       |
| SQ  | 7  | James Hunt            | McLaren-Ford Cosworth    | 34   | Squalificato              | 8            |       |
| Rit | 27 | Alan Jones            | Williams-Ford Cosworth   | 31   | Alimentazione             | 6            |       |
| Rit | 22 | Nelson Piquet         | Ensign-Ford Cosworth     | 31   | Motore                    | 21           |       |
| Rit | 19 | Vittorio Brambilla    | Surtees-Ford Cosworth    | 24   | Alimentazione             | 20           |       |
| Rit | 8  | Patrick Tambay        | McLaren-Ford Cosworth    | 16   | Incidente                 | 11           |       |
| Rit | 11 | Carlos Reutemann      | Ferrari                  | 14   | Alimentazione             | 12           |       |
| Rit | 1  | Niki Lauda            | Brabham-Alfa Romeo       | 11   | Motore                    | 3            |       |
| Rit | 15 | Jean-Pierre Jabouille | Renault                  | 5    | Motore                    | 9            |       |
| Rit | 9  | Jochen Mass           | ATS-Ford Cosworth        | 1    | Collisione con H-J. Stuck | 22           |       |
| Rit | 16 | Hans-Joachim Stuck    | Shadow-Ford Cosworth     | 1    | Collisione con J.Mass     | 24           |       |
| Rit | 4  | Patrick Depailler     | Tyrrell-Ford Cosworth    | 0    | Incidente                 | 13           |       |
| NQ  | 17 | Clay Regazzoni        | Shadow-Ford Cosworth     |      |                           |              |       |
| NQ  | 10 | Jean-Pierre Jarier    | ATS-Ford Cosworth        |      |                           |              |       |
| NQ  | 18 | Rupert Keegan         | Surtees-Ford Cosworth    |      |                           |              |       |
| NQ  | 37 | Arturo Merzario       | Merzario-Ford Cosworth   |      |                           |              |       |
| NPQ | 31 | René Arnoux           | Martini-Ford Cosworth    |      |                           |              |       |
| NPQ | 30 | Brett Lunger          | McLaren-Ford Cosworth    |      |                           |              |       |

## Classifiche

### Piloti
| Pos. | Pilota             | Punti |
| ---- | ------------------ | ----- |
| 1    | Mario Andretti     | 54    |
| 2    | Ronnie Peterson    | 36    |
| 3    | Carlos Reutemann   | 31    |
| 4    | Niki Lauda         | 31    |
| 5    | Patrick Depailler  | 26    |
| 6    | John Watson        | 16    |
| 7    | Jody Scheckter     | 14    |
| 8    | Jacques Laffite    | 14    |
| 9    | Emerson Fittipaldi | 10    |
| 10   | Riccardo Patrese   | 8     |
| 11   | James Hunt         | 8     |
| 12   | Didier Pironi      | 7     |
| 13   | Alan Jones         | 5     |
| 14   | Patrick Tambay     | 5     |
| 15   | Clay Regazzoni     | 4     |
| 16   | Gilles Villeneuve  | 3     |
| 17   | Hans-Joachim Stuck | 2     |
| 18   | Héctor Rebaque     | 1     |

### Costruttori
| Pos. | Team                     | Punti |
| ---- | ------------------------ | ----- |
| 1    | Lotus-Ford Cosworth      | 67    |
| 2    | Brabham-Alfa Romeo       | 40    |
| 3    | Ferrari                  | 31    |
| 4    | Tyrrell-Ford Cosworth    | 30    |
| 5    | Wolf-Ford Cosworth       | 14    |
| 6    | Ligier-Matra             | 14    |
| 7    | McLaren-Ford Cosworth    | 12    |
| 8    | Fittipaldi-Ford Cosworth | 10    |
| 9    | Arrows-Ford Cosworth     | 8     |
| 10   | Shadow-Ford Cosworth     | 6     |
| 11   | Williams-Ford Cosworth   | 5     |